# اکپینار، ادیامان
اکپینار، ادیامان (به لاتین: Akpınar, Adıyaman) یک منطقهٔ مسکونی در ترکیه است که در استان آدیامان واقع شده‌است.